# 基皮恰克河
基皮恰克河（烏克蘭語：Кіпчак），是東歐的河流，流經摩爾多瓦和烏克蘭，屬於薩拉塔河的左支流，發源自克烏謝尼東南面，河道全長27公里，流域面積109平方公里。